# Tusayan

Tusuyan är en ort i Kaibab National Forest i Coconino County i Arizona i USA.
Tusuyan ligger drygt tre kilometer söder om södra entrén till Grand Canyon National Park och lever huvudsakligen av turism. Vid slutet av förbudsperioden hyrde entreprenören Tony Galindo mark av ranchen Reed Homestead för att bygga ett matställe och ett motell, som han kallade "Tusayan Bar" med referens till Tusayan Pueblo.
Vid Tusayan ligger Grand Canyon National Park Airport.

## Bildgalleri

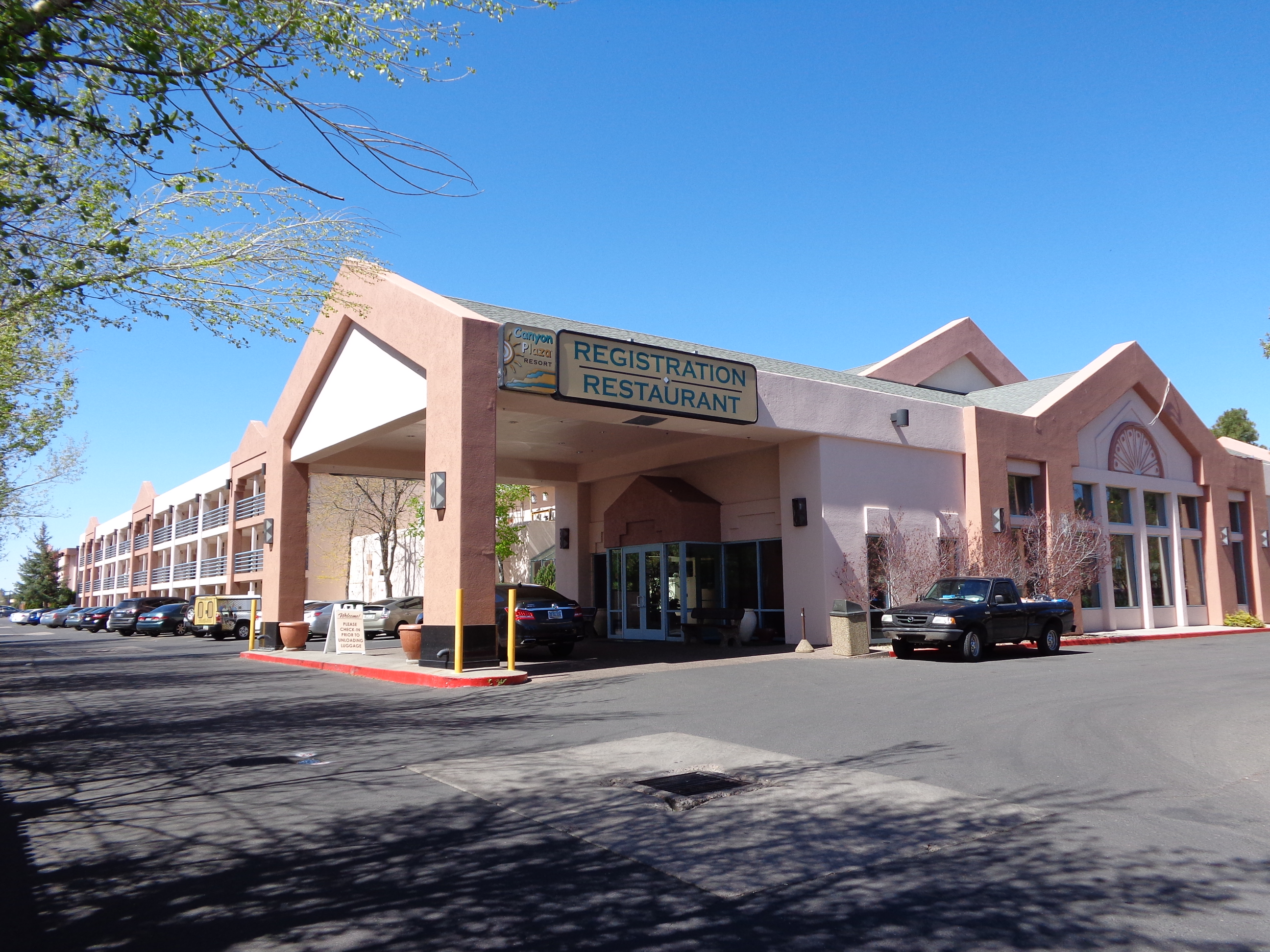
Hotel Canyon Plaza
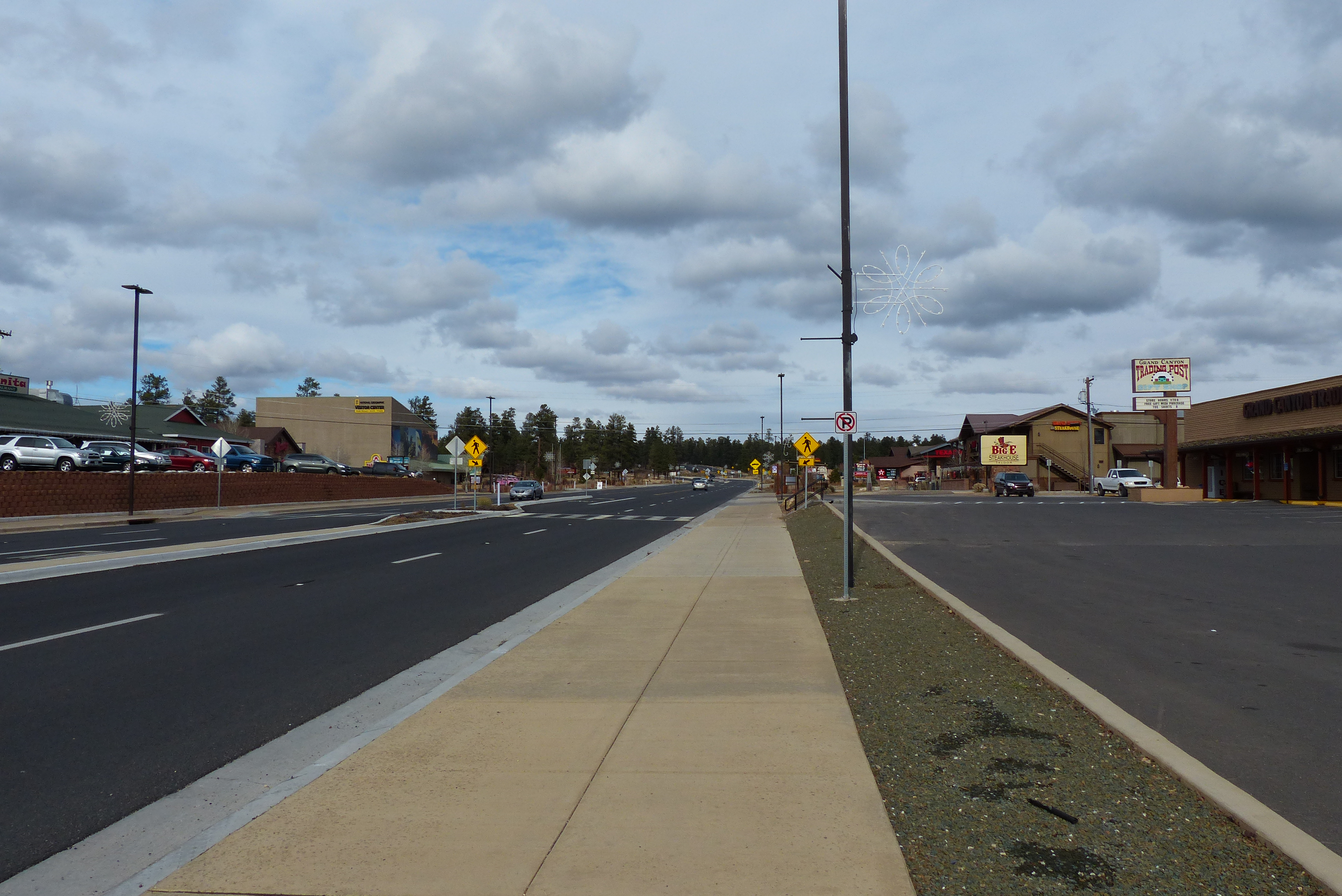
Genomfartsgatan (Arizona State Route 64)
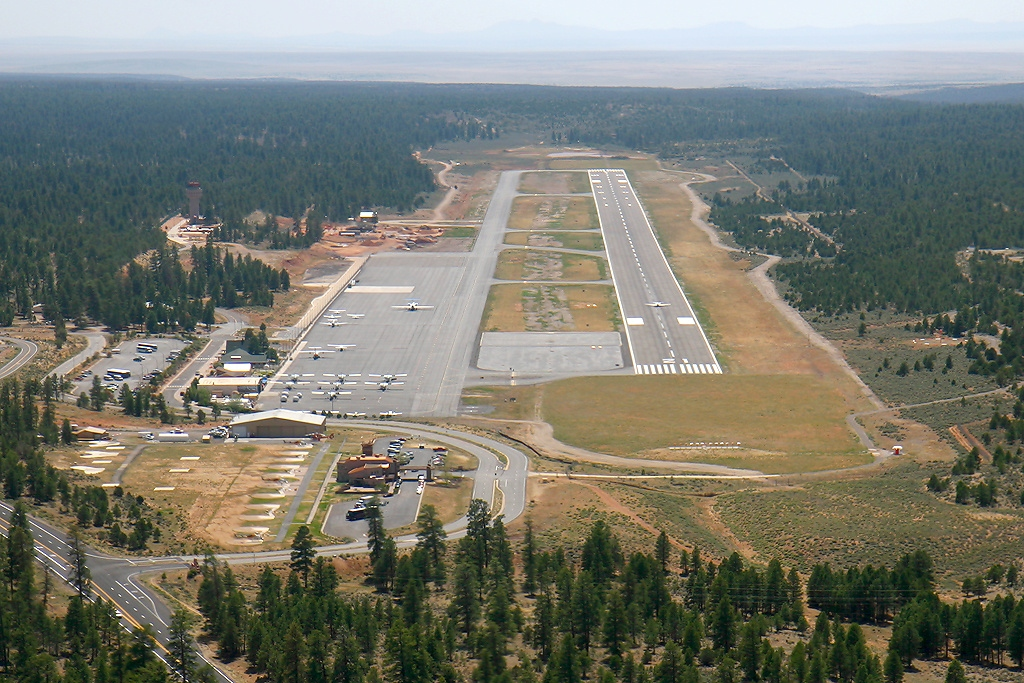
Grand Canyon National Park Airport